# Papiertheater

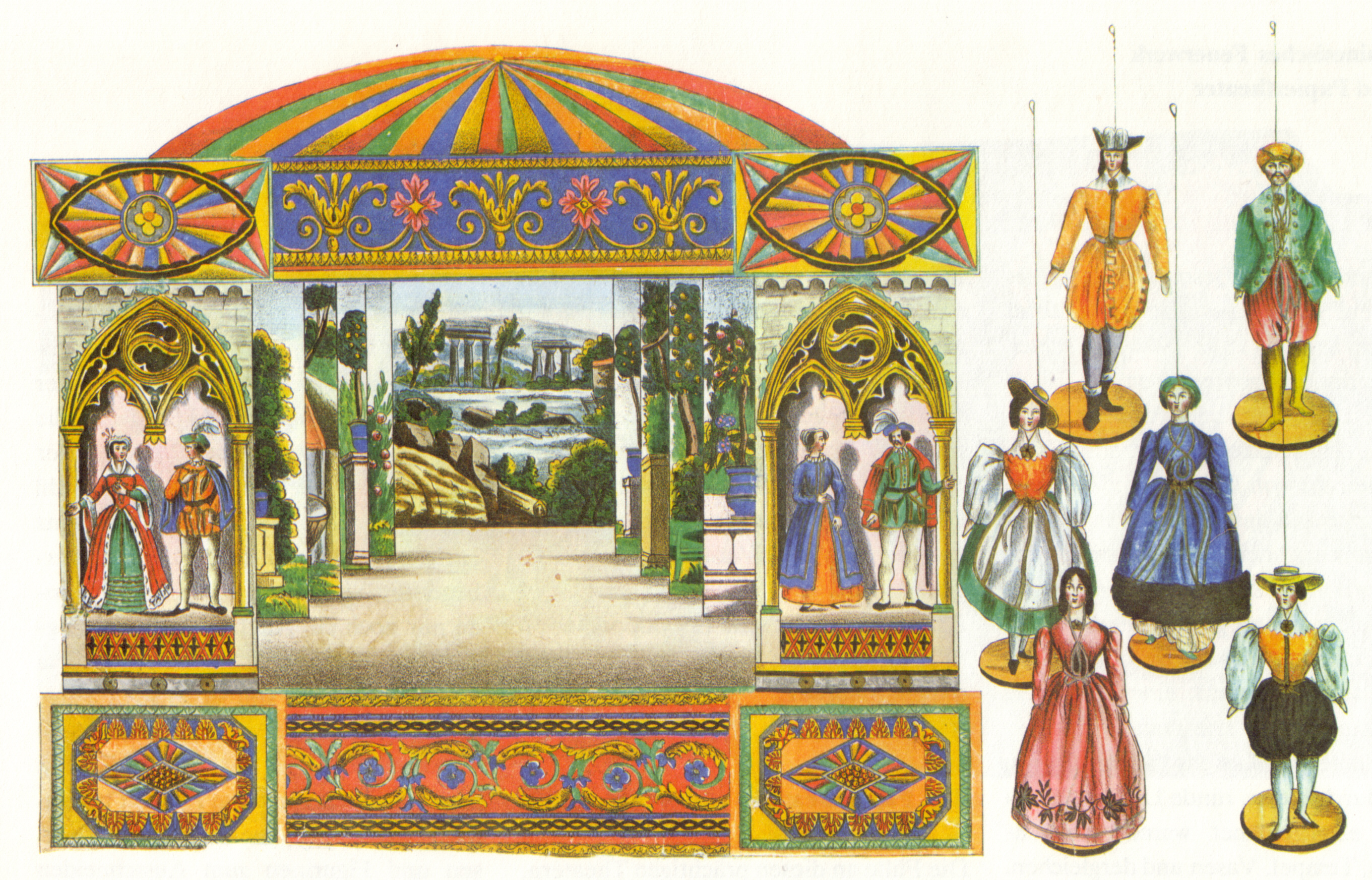
Papiertheater (aus einem Nürnberger Spielzeug-Musterbuch des 19. Jahrhunderts)

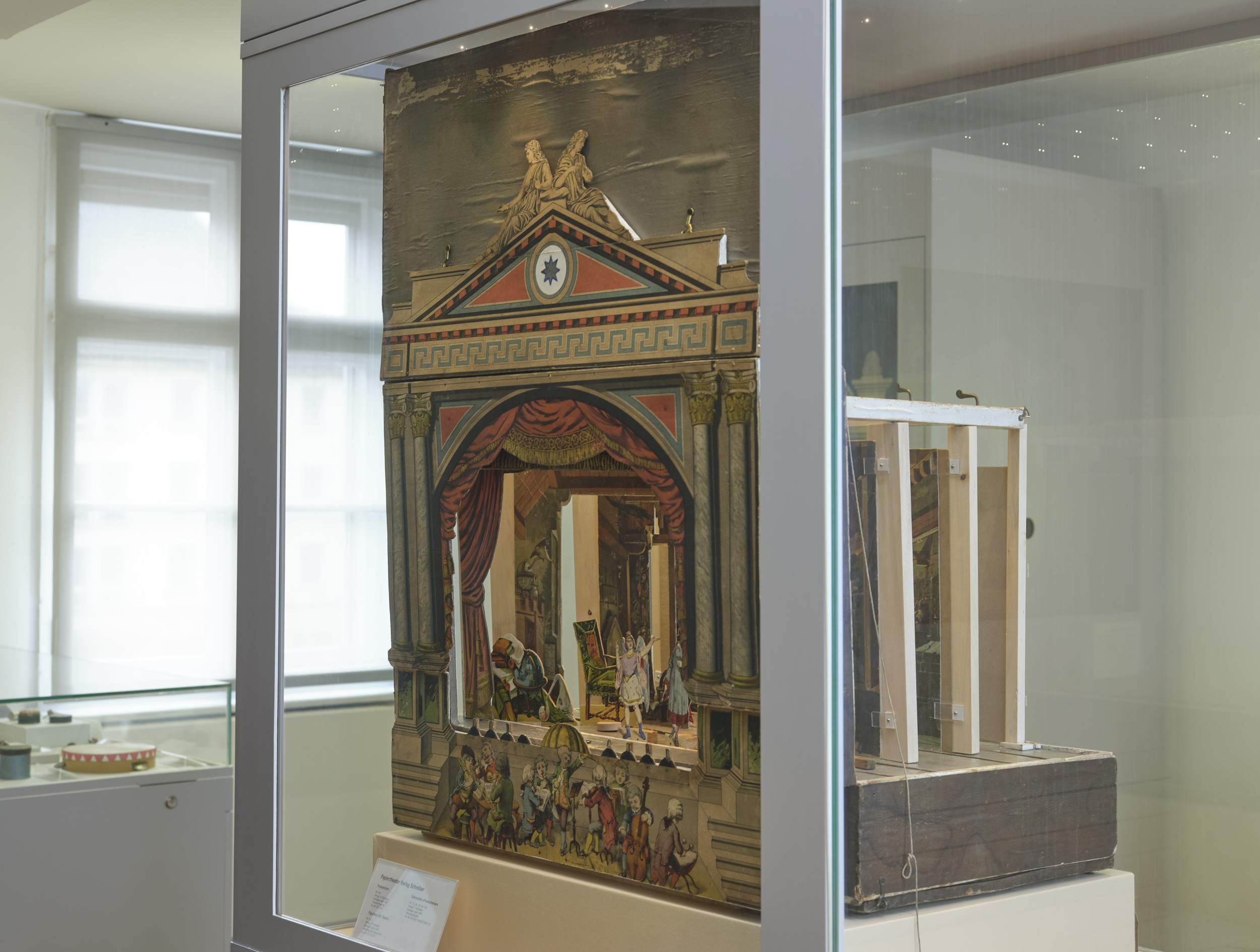
Papiertheater Faust. Eine Tragödie, Germanisches Nationalmuseum in Nürnberg, Schreiber-Verlag

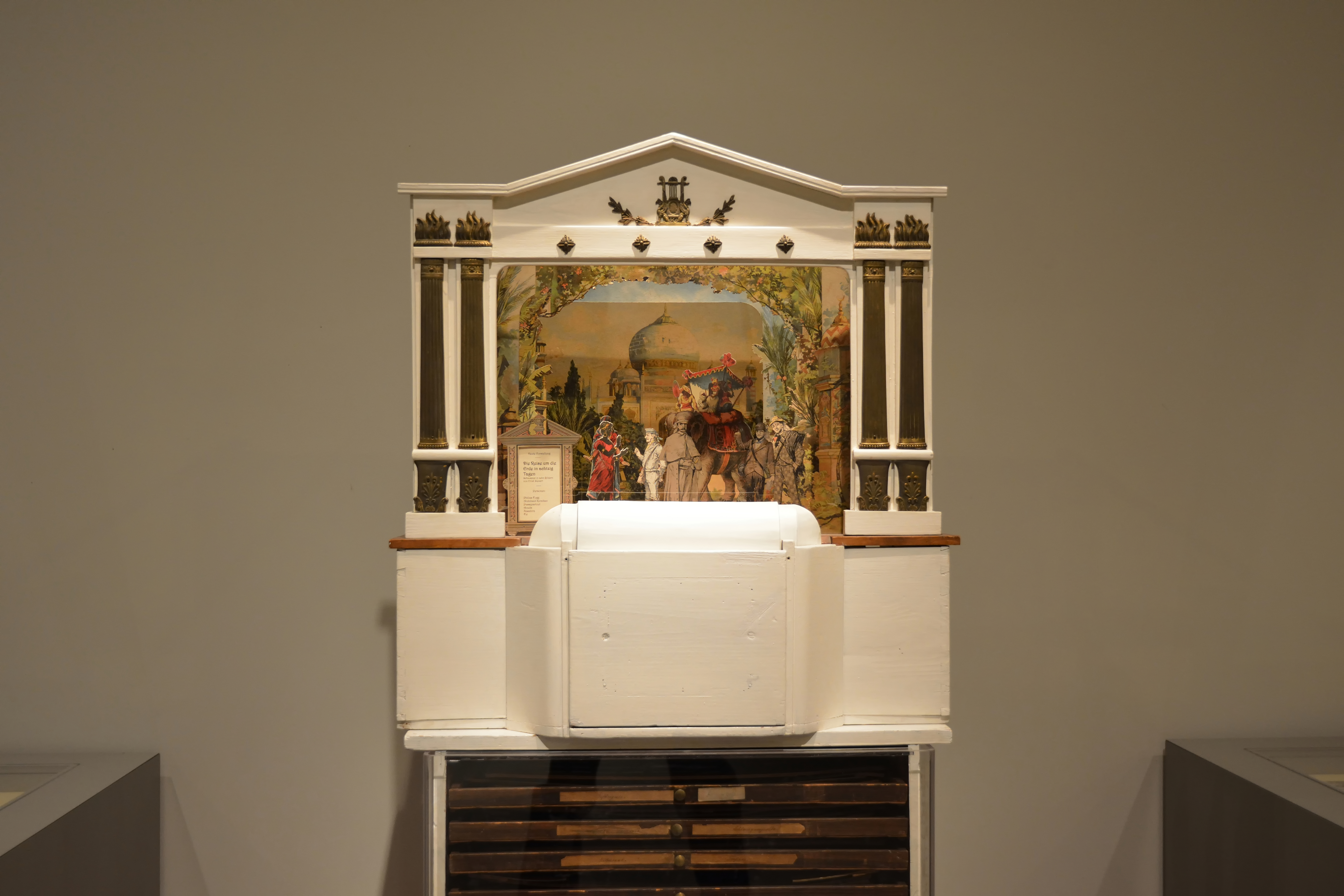
Papiertheater mit dem Thema: Reise um die Erde in 80 Tagen im Museum Europäischer Kulturen in Berlin (1890–1900)

Unter dem Namen Papiertheater fasste der Sammler und Spieler Walter Röhler Mitte des 20. Jahrhunderts alle Bezeichnungen, die im 19. Jahrhundert für diese Theater gebräuchlich waren, zusammen. Er definierte „Papiertheater“ folgendermaßen: „Kleine Bühne aus Papier, auf der sich die technische Vielfalt einer Menschenbühne in modellmäßiger Form nachahmen oder erproben lässt“.
Um das Jahr 1810 entstanden diese Miniaturbühnen in Deutschland und England und etwa zeitgleich mit ihnen auch Ausschneidebögen wie Papiertheaterbögen, Modellbaubögen von Bauwerken und Obladen als Erinnerungskultur. Sie waren im Biedermeier Bestandteil der sogenannten „Bilderbogenkultur“ des 19. Jahrhunderts. Vorläufer waren die Papierkrippen, Guckkästen und „Mandlbögen“ (Personalbögen zu Berufsgruppen und dem Militär). Als Mittel einer Wissensaneignung und kulturellen Prägung der Zeit hat das Papiertheater in fast keinem bildungsbürgerlichen Haus gefehlt.

## Der Aufbau
Wie bei seinem Vorbild, dem großen Theater, hat das Papiertheater ein „Proszenium“ (Bühnenportal) und einen, meist prächtig gestalteten Vorhang. Die Bühnentechnik wurde von den „realen“  Bühnen in mehr oder minder großem Aufwand übernommen. Die gebräuchlichste Figurenführung ist auch heute noch die Führung von der Seite; auf Spielstäben oder in den Boden eingefrästen Nuten. Dabei werden die Figuren einzeln oder in kleinen Gruppen von der Seite durch die Kulissengassen geführt. Für die Zuschauenden kommt so ein Moment der Bewegung hinzu, was noch gesteigert wird durch Drehung der Figur mit entsprechend modifizierten Spielstäben. Figurenführung von oben und/oder unten ist ebenfalls möglich.
Die Texte sind nach eigens verfassten Textbüchern mit den entsprechenden Rollenverteilungen gespielt worden, wobei die Stückauswahl sich an den beliebtesten Theaterstücken und Stoffen der Zeit orientierten.
Die Bühnenbilder waren entsprechend dem Zeitgeist der großen Bühnen nachempfunden, bzw. Adaptionen davon.

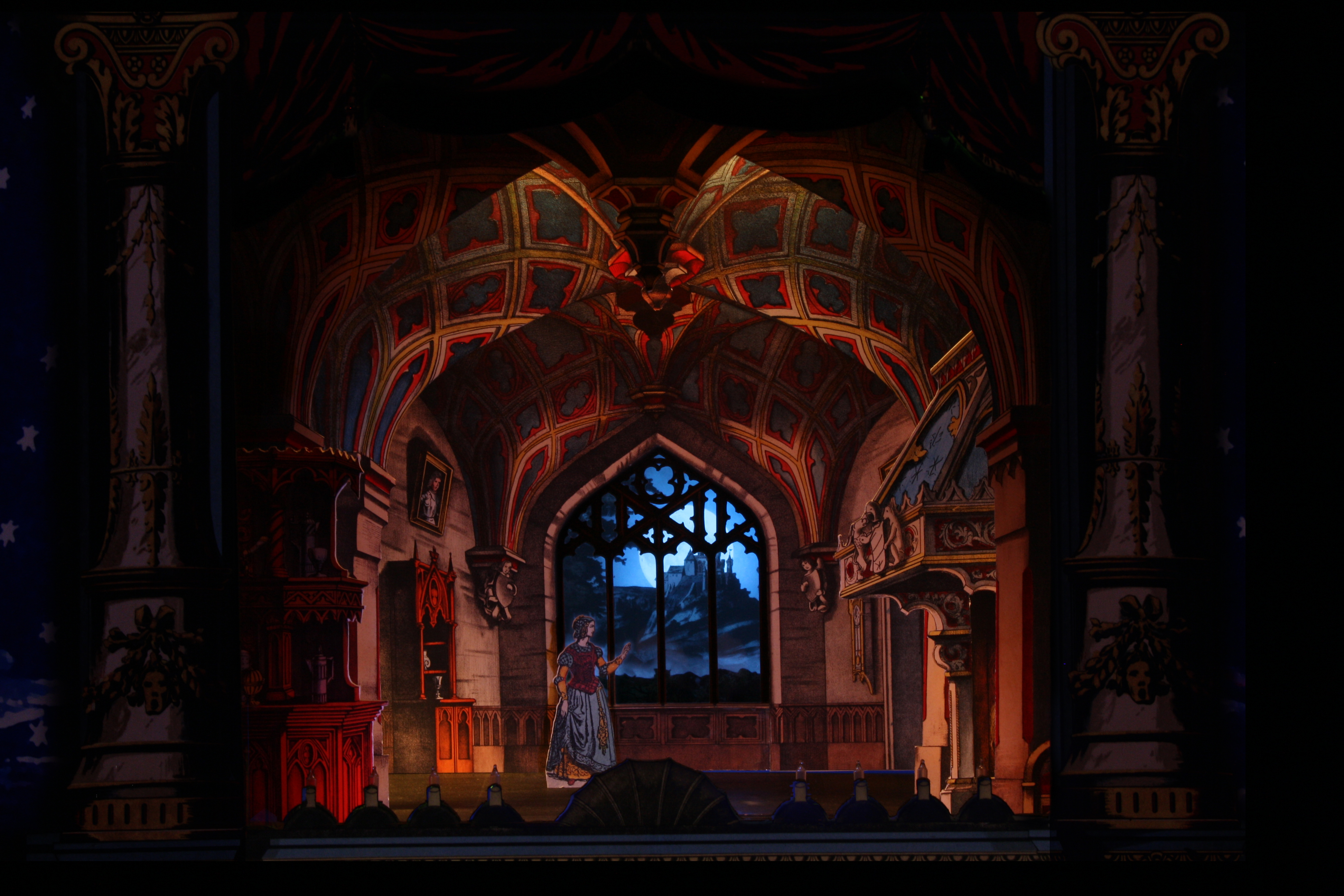
Der Freischütz, AKT II, ZWEITER AUFTRITT AGATHE

Diese Bögen waren zunächst schwarz-weiße Lithografien. Eine Kolorierung fand durch Schablonen in Heimarbeit statt. Die Farblithografie entwickelte sich zusehends und trug so sehr zur Verbreitung des Papiertheaters bei. Die Bögen wurden ausgeschnitten, auf Pappe o. ä. aufgeklebt (kaschiert). Zu den Aufführungen kamen dann noch, je nach Möglichkeit, Hausmusik. Die akustischen Mittel waren ähnliche wie an den großen Häusern: geräuschspendende Utensilien, wie eine mit Erbsen gefüllte Papprolle als klangliche „Regenmaschine“, Topfdeckel, Pfeifen und Bleche als sog. Donnerbleche. Die Dramaturgie sah natürlich auch Textkurzfassungen vor. Diese Aufführungen, die dem im großen Theater Erlebten bestimmt nur um Weniges nachstanden trug und trägt zur Beliebtheit dieser Miniaturtheater bei (vgl. heute der Spaß an Karaoke).
Als Beleuchtung genügten zunächst einfache Kerzen oder Öllampen, was heute bei ambitionierten Bühnen bis zur DMX 512 gesteuerten Beleuchtungsanlage reicht und mit theaterkonformen Zügen für Prospekte und Dekorationen für schnell zu wechselnde Szenerien.

## Das Repertoire und der Bildungsanspruch
Diese Bilderbogen wurden vorwiegend von bildungsbürgerlichen Schichten zur Erbauung, Unterhaltung und Belehrung ihrer Kinder gekauft und genutzt. Die Papiertheater waren Symbol und Identifikationsmedium der Theaterbegeisterung der Bürger, die die Oper und das Schauspiel gerade in der ersten Hälfte des 19. Jahrhunderts für sich entdeckten. 1866 erfolgte die Aufhebung des Spielverbotes für gewerbliche professionelle Bühnen in Deutschland.
Das Repertoire der Papiertheater umfasste daher die Spielpläne der zeitgenössischen Theater. Opern wie z. B. „Die Zauberflöte“, „Fidelio“, „Der Freischütz“, „Zar und Zimmermann“, „Die Hugenotten“ und „Oberon“ waren oft gespielte Stücke, was sich in den verschiedenen Textbüchern, Figuren- und Kulissenbögen der zahlreichen Verlage niederschlug.
Im Schauspiel waren im deutschsprachigen Raum unter anderem Faust (frei nach Goethe oder der Sage), Egmont (Goethe), Wallensteins Lager, Wilhelm Tell (beide von Schiller), Der Alpenkönig und der Menschenfeind (Raimund), Das Käthchen von Heilbronn (Kleist) sowie Shakespeares Hamlet, Romeo und Julia und Othello beliebte Stoffe. So weist Walter Röhler darauf hin, dass nach dem Erfolg des Freischütz 1821 in Berlin bei seiner Uraufführung mindestens 16 Firmen 25 verschiedene Figurenbögen zu dieser Oper herausbrachten.

## Geschichtliche Entwicklung
Was die Inszenierung nicht hergab, ergänzte die Fantasie des Zuschauers. Da waren Freunde, Nachbarn und Verwandte der Spieler und mit ihnen ließ sich ein Sonntagnachmittag sehr schön gestalten. Erst in der zweiten Hälfte des 19. Jahrhunderts wandelte sich das Papiertheater zum Kindertheater. Nach 1918, auch mit der Entwicklung von Radio, und später mit Fernseher und PC, geriet es als Vermittlungsmedium für Bildung zunehmend in Vergessenheit. Auch änderte sich durch die Entwicklung der Gesellschaft der Inhalt und die Formen der Erziehung.
Die heutige Szene der Enthusiasten für Papiertheater ist aufgeschlüsselt in verschiedene Bereiche; die Graphiksammler, Spieler von Papiertheater sind Märchenerzähler, aber auch begeisterte Figurenspieler, Theatertechnik interessierte; Volkskundler die die volkskundlichen Entwicklung von Stücken,Texten und Darstellung ihre Aufmerksamkeit widmen, Modellbauer.
Ab den 1960er-Jahren wurde es von Sammlern in London, Nürnberg oder Kopenhagen vereinzelt im Spielwarenhandel oder bei Antiquaren wiederentdeckt und erlebt seitdem eine Renaissance.
Die bekanntesten Verlage im deutschsprachigen Raum im 19. Jahrhundert waren:
- Renner, Nürnberg
- Matthäus und Joseph Trentsensky, Wien, 1819, ab 1837 von Matthäus allein geführt, nach seinem Tod 1868 von seiner Witwe. (Der Verlag war auf Lithographien spezialisiert, insbesondere auf den Druck von Mandelbogen)
- Winckelmann und Söhne, Berlin
- Gustav Kühn und Oehmigke & Riemschneider, Neuruppin
- Joseph Scholz, 1829, Mainz
- J. F. Schreiber, seit 1831, noch existent, Esslingen am Neckar[2]
- Ad. Engel, Berlin

Ein bedeutender Hersteller in England war der Verlag Benjamin Pollock.
In Dänemark als ein weiteres Zentrum der europäischen Papiertheaterproduktion gab es im 19. Jahrhundert die Zeitschrift, die es auch heute noch gibt: „Suffløren“ von Alfred Jacobson (1853–1924).
Und in der Nachfolge dieses Verlages: Vilhelm Prior mit „Prior`s Dukketeatre“; 1977 übernahm Egon Petersen diesen Verlag und brachte auch neue Stücke heraus.
In Spanien ist es der Verlag Seix & Barral in Barcelona, der um 1925 kleinformatige Papiertheater in Mappenform heraus bringt.

## Papiertheater heute

### Handelsübliche Formen
Heute sind Papiertheater wieder meist als Scandruck nach historischen Vorlagen im Handel. Das Schloss Philippsruhe in Hanau ist der Sitz von „Forum Papiertheater“; eines Vereines der sich um Papiertheater kümmert und regelmäßigen Papiertheater-Aufführungen zeigt.

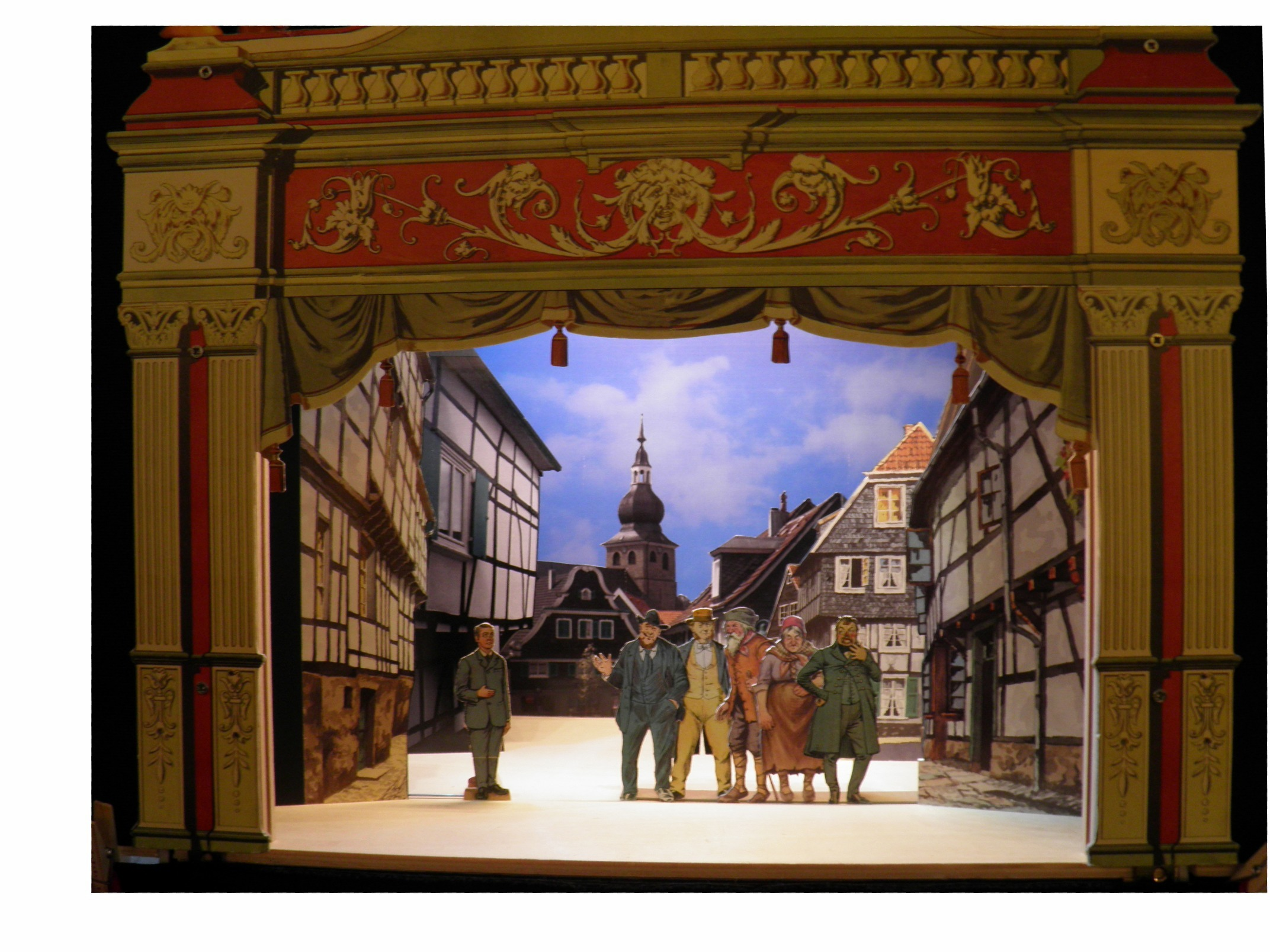
Szene aus der alten Kreisstadt Lennep

Gängige Größenkategorien:
- A Breite: 52–57,5 cm – Höhe: 34–40 cm – Figuren: um 11,5–15 cm
- C Breite: 37–50 cm – Höhe: 31–32 cm – Figuren: um 10–11,5 cm
- F Breite: 38 cm – Höhe: 26 cm – Figuren: um 10 cm
- D Breite: 26,5 cm – Höhe: 19 cm – Figuren: 7 cm

### Festivals
- Es gibt ein international besetztes jährliches Festival (Preetzer Papiertheatertreffen) in Preetz, Schleswig-Holstein.[3]
- Vom 1. bis 3. August 2014 fanden erstmals in Wolgast Papiertheatertage statt. Initiiert wurde dies Treffen durch den Betreiber des privaten Papiertheaters Heringsdorf, Robert Jährig.  Die Wolgaster Papiertheatertage sollen alle zwei Jahre stattfinden.[4]
- Die weltweit ersten internationalen Opernfestspiele für Papiertheaterbühnen fanden 2016 in Mering statt. Neben diversen deutschen Theatergruppen waren auch Bühnen aus Dänemark und der Ukraine mit ihren Opern-Darbietungen vertreten. Das vom gemeinnützigen Verein Opera in Stellis organisierte Opernfestival soll alle zwei Jahre stattfinden. Neben der Organisation der Opernfestspiele hat sich der Verein zum Ziel gesetzt, Interessierte zu animieren und anzuleiten, selbst Papiertheater zu spielen und damit diese Tradition am Leben zu erhalten.[5]
- Im Marionetten- und Papiertheatermuseum Schmiedebach/Thüringen fand im August 2023 das 7. internationale Papiertheaterfestival statt, organisiert von Penny und Ludwig Peil.[6]
- Einen Überblick über die aktuellen Festivals bietet die Seite papiertheater.info.[7]

### Eine Auswahl bestehender Bühnen
- In Berlin gibt es das aktive Papiertheater "Gunniville Papiertheater Berlin" im Bezirk Schöneberg. Es spielt vorwiegend als mobile Bühne. www.gunnivillepapiertheaterberlin.de
- In Remscheid führt „Haases Papiertheater“ stationär und mobil die alte Tradition fort.[8]
- Papiertheater Kitzingen-Gabriele Brunsch: Diese Miniatur-Kunst-Bühne Kitzingen spielt seit 2003 regelmäßig eigene und adaptierte Theaterstücke öffentlich.[9]
- Ulrich Chmel's Papiertheater: Ulrich Chmel produziert und spielt seit 2002 in Wien Papiertheater,[10] spielt öffentlich und für private Gelegenheiten.
- Multum in Parvo Papiertheater: Seit April 2014 finden an dieser festen Spielstätte im bayerischen Mering regelmäßig – privat gebuchte – Opern-Aufführungen statt. Am 5. September 2014 hat das kleinste Opernhaus Deutschlands seinen offiziellen Spielbetrieb mit der Oper „Die Zauberflöte“ feierlich eröffnet.[11]
- Seit 2009 gibt es im Seebad Heringsdorf das „Papiertheater Heringsdorf“ mit einer stationären und einer mobilen Bühne.[4]
- Theatrum Papyrus: Seit 2015 gibt es diese auf Opern spezialisierte private Papiertheaterbühne in der Nähe von Frankfurt am Main.[12]
- In Berlin/Marzahn besteht seit 2011 das Papiertheater-an-der-Oppermann.[13]
- Seit 2012 ist in Essen „Papirniks Papiertheater“ mit seinem Thespiswagen aktiv und spielt ausschließlich Stücke aus dem Musiktheaterbereich.[14]
- Hellriegels Junior: Im Kieler Umland bringt die Familie Klemmer seit 2010 verschiedene fantastische Erzählungen auf die Papiertheaterbühne.[15]

### Museen und Sammlungen
- Papiertheatermuseum Hanau
- Darmstädter Papiertheatersammlung
- Marionetten- und Papiertheatermuseum – Schmiedebach